# 42a edició de les Diosas de Plata
La 42a entrega de les Diosas de Plata es va dur a terme el 30 de juliol de 2013, que es va realitzar al Teatre de la Ciutat de Mèxic “Esperanza Iris” (Donceles 36, al Centre Històric de la Ciutat de Mèxic). En aquest lliurament, la cantant i actriu Flor Silvestre va ser premiada amb la Diosa de Plata especial per trajectòria.

## Guanyadors i nominats
Nota: Els guanyadors estan llistats primer i destacats en negreta. ⭐
| Millor pel·lícula - La vida precoz y breve de Sabina Rivas ⭐ - Después de Lucía - El fantástico mundo de Juan Orol - Luna escondida - Cartas a Elena | Millor direcció "Emilio Fernández" - Luis Mandoki - La vida precoz y breve de Sabina Rivas ⭐ - Michel Franco - Después de Lucía - José Bojórquez - Luna escondida - Martin Barajas-Llorent - Cartas a Elena                                                                  |
| Millor actor - Joaquín Cosío - La vida precoz y breve de Sabina Rivas ⭐ - Hernán Mendoza - Después de Lucía - Roberto Sosa - El fantástico mundo de Juan Orol - Kuno Becker - La última muerte - José Eduardo Ochoa - Cartas a Elena                                  | Millor actriu María Félix - Ana Serradilla - Luna escondida ⭐ - Ursula Pruneda - El sueño de Lú - Carmen Beato - Aquí entre nos - Angélica María - Años después |
| Millor coactuació masculina - Jaime Jiménez Pons - Cartas a Elena ⭐ - Jaime Camil - El cielo en tu mirada - Daniel Giménez Cacho - Colosio, el asesinato - Moisés Arizmendi - Años después                                                                            | Millor coactuació femenina Silvia Derbez - Angelina Peláez - La vida precoz y breve de Sabina Rivas ⭐ - Kate del Castillo - Colosio, el asesinato - Alejandra Ambrosi - Luna escondida - María del Carmen Farías - El sueño de Lú                                            |
| Millor revelació masculina - Mane de la Parra - El cielo en tu mirada ⭐ - Osvaldo de León - Luna escondida - Gonzalo Vega Jr. - Después de Lucía | Millor revelació femenina - Tessa Ia González Norvid - Después de Lucía ⭐ - Aislín Derbez - El cielo en tu mirada - Tamara Yazbek - Después de Lucía |
| Millor actor de quadre masculí - Hugo Macías Macotela - Cartas a Elena ⭐ - Mario Zaragoza - La vida precoz y breve de Sabina Rivas - Dagoberto Gama - La vida precoz y breve de Sabina Rivas - Jesús Ochoa - El fantástico mundo de Juan Orol                         | Millor actriu de quatre - Carmen Salinas - Cartas a Elena ⭐ - Irán Castillo - Morgana' - Angélica María - Luna escondida |
| Millor Opera Prima - Martín Barajas-Llorent - Cartas a Elena ⭐ - Patricia Martínez de Velasco - Aquí entre nos - Pedro Pablo Ybarra - El cielo en tu mirada | Millor fotografia - Carlos Hidalgo - El fantástico mundo de Juan Orol ⭐ - Carmen Cabrera - Cartas a Elena' - Damián García - La vida precoz y breve de Sabina Rivas - Juan José Sarabia - La última muerte - Emiliano Villanueva - El sueño de Lú                            |
| Millor edició - Felipe Gómez i Martín Luis Guzmán - El fantástico mundo de Juan Orol ⭐ - Luciana Jauffred, Carlos Bolado i Francisco X. Rivera - Colosio, el asesinato - Mariana Rodríguez - La vida precoz y breve de Sabina Rivas - Jorge Macaya - La última muerte | Millor guió - Michel Franco - Después de Lucía ⭐ - Martín Barajas-Llorent - Cartas a Elena' - Diana Cardozo - La vida precoz y breve de Sabina Rivas - José Bojórquez - Luna escondida                                                                                       |
| Millor banda sonora - Edén Solís - Cartas a Elena ⭐ - Dario González Valderrana - El sueño de Lú - Alejandro Castaños - La vida precoz y breve de Sabina Rivas - Javier Navarrete - La última muerte - Alejandro Giacomán - Morgana                                   | Millor cançó - Il Volo, Luis Bacalov, Edgar Cortázar - Luna escondida ⭐ - Mane de la Parra, Ettore Grenci, Mónica Vélez i Odilón Chávez Silva - El cielo en tu mirada - Liz Martell - Aquí entre nos - Hugo Mejía-Borja, Rodrigo Mejía-Borja i Jorge Castro - Cartas a Elena |
| Millor curtmetratge - Ángeles Cruz - La Tiricia o Cómo Curar la Tristeza ⭐ - Itandehui Jansen - El último consejo - Ehécatl García - Huellita - Bárbara Balsategui - Shui                                                                                             | Diosas especials - Ignacio López Tarso ⭐ - Flor Silvestre ⭐ |